# Lovanio
Lovanio (in olandese Leuven, [ˈløːvən]; in francese Louvain, [luˈvɛ̃]) è il capoluogo della provincia del Brabante Fiammingo nel centro delle Fiandre e del Belgio. Dista appena 30 km da Bruxelles, a est, e nei dintorni sorgono le importanti città fiamminghe di Malines, Tienen e Lier. Sorge sui vari rami del fiume Dyle ed è costituita da cinque antichi comuni: la storica città di Lovanio, Heverlee, Kessel-Lo, Winksele e Wijgmaal. Nel 2018 contava 101 396 abitanti. La lingua dominante è l'olandese.

## Storia

### Origini e i Normanni
La prima menzione di Lovanio sembra avvenire nell'884 quando appare sull'Annales Vedastini, una serie di annali riguardanti la Lotaringia scritti intorno al X secolo dai monaci dell'abbazia di San Vedasto ad Arras in Francia. In questo documento infatti viene citata la città di Luvanium che viene attaccata e occupata dai Normanni che vi insediano il loro quartiere d'inverno. L'anno successivo l'imperatore Carlo il Grosso ordina al suo esercito di marciare contro i Normanni per riprendere Lovanio, senza successo. Un'altra citazione si riferisce all'anno 891 come Luvanio, quando si descrive l'ennesima invasione normanna che attraverso il Brabante e la Schelda mirava a raggiungere la Mosa. I Vichinghi vennero definitivamente cacciati nell'autunno dello stesso anno nei pressi della città dall'esercito del re dei Franchi Arnolfo di Carinzia. La battaglia fu così cruenta che si riportò la notizia che i corpi dei Normanni bloccavano il flusso del fiume Dyle. Sembra proprio risalire a questo importante evento la colorazione dello stemma cittadino in rosso-bianco-rosso, come a designare le rive macchiate di sangue del fiume Dyle.

### Sviluppo e commerci

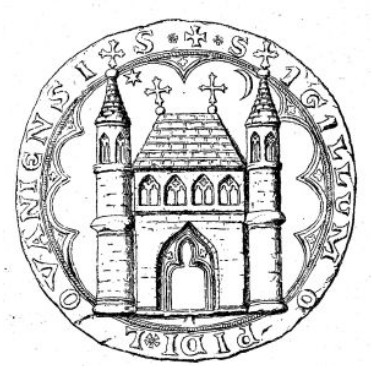
La Collegiata di San Pietro in un sigillo del 1320

Dopo la battaglia contro i Vichinghi la città iniziò un vertiginoso sviluppo. Era situata in una zona molto favorevole, posta lungo il fiume Dyle, importante via d'acqua che attraverso numerose città conduce alla Schelda e attorno alla roccaforte dei Conti di Lovanio.
Già nell'XI secolo divenne il centro commerciale più fiorente e la maggior città della zona, e dal 1184 dell'intero Ducato di Brabante; tanto da innalzare la prima cinta muraria, oltre a chiese e monasteri.
Si sviluppò ben presto una fiorente manifattura tessile, tanto che alla fine del XIV secolo e per tutto il XV diede nome ad una tela di lino, nota infatti come lewyn (o anche: leuwyn, levyne, lewan(e), Lovanium, Louvain).
Nel XIV secolo la cinta muraria viene rafforzata. La continua lotta intestina tra le corporazioni la portò nel XIV ad un lento decadimento.

### L'epoca d'oro
Nel XV secolo per la città inizia una nuova era. Nel 1425 Giovanni IV di Brabante vi fonda la più grande e più antica università dei Paesi Bassi, l'Università cattolica di Lovanio, che rappresenta anche la più antica università cattolica esistente. Quest'istituzione le diede un impulso tale che la città costruì i suoi principali monumenti in questo periodo, fra i quali soprattutto l'impressionante Municipio che, come un gigantesco reliquiario, rappresenta uno dei più belli e ricchi palazzi comunali mai costruiti.

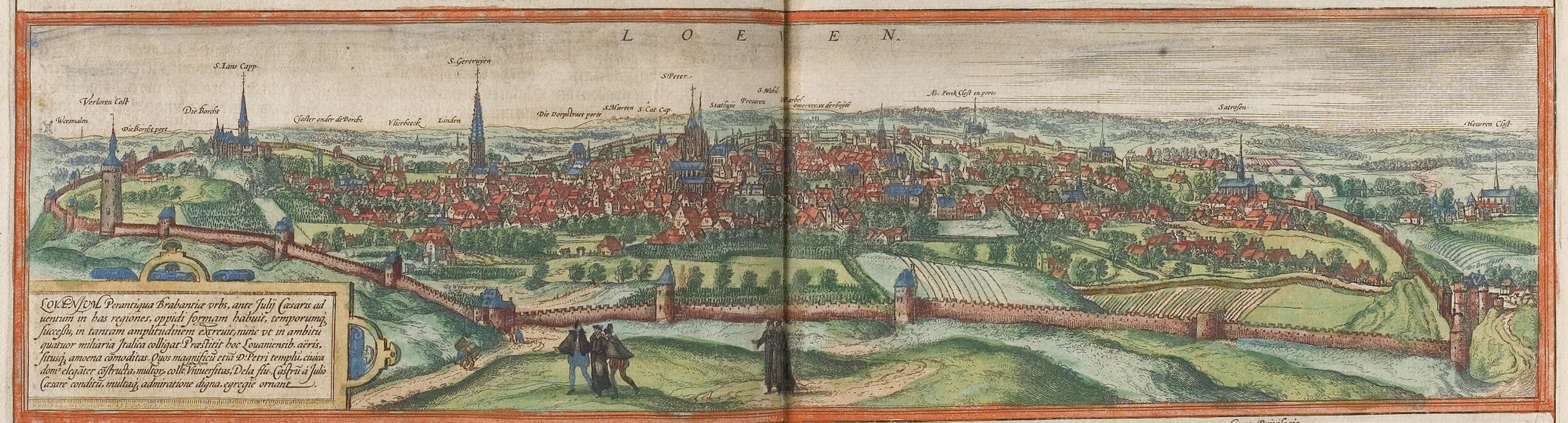
Lovanio in una mappa di Georg Braun e Frans Hogenberg nel 1572

Il 1425 segna anche la data di ricostruzione della Collegiata di San Pietro.
Lovanio divenne il centro principale di irradiamento nei Paesi Bassi di quello stile particolare, evolutosi dal gotico francese, conosciuto come gotico brabantino. Lavora in città il grande maestro Dirk Bouts.
Inoltre vi iniziano a sorgere sempre più istituti universitari, in particolare fra il XVI e XVII secolo.

### Epoca moderna

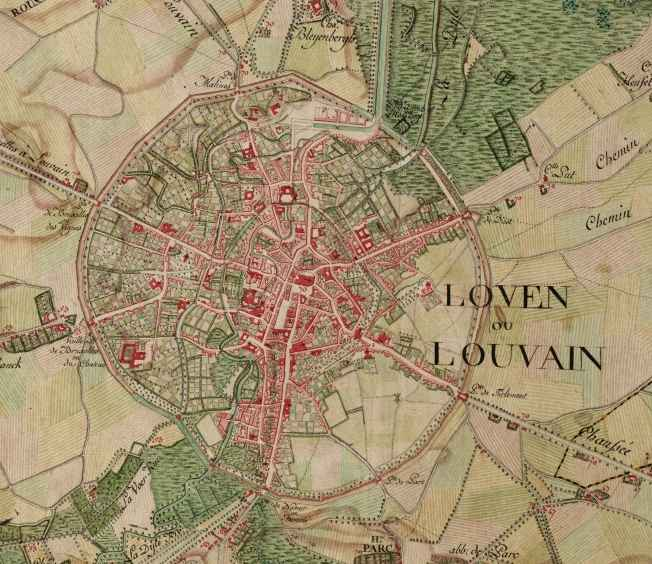
Lovanio in una mappa di Joseph Johann Ferraris intorno al 1775

Nel XVIII secolo si ha un ulteriore impulso economico, dato sia dall'apertura del canale Lovanio-Malines sia dalla fondazione di un fiorente birrificio, in seguito noto come InBev, che è divenuto, con una serie di fusioni aziendali, il più grande gruppo mondiale produttore di birra, includendo marche belghe come Stella Artois, Hoegaarden o Leffe ed altre come Labatt, Budweiser e Beck's, solo per citarne alcune.
Dalla seconda metà del XVIII secolo il regno oppressivo dell'imperatore austriaco Giuseppe II prima e l'invasione dei Francesi con Napoleone poi arrestarono ben presto il benessere.
Si dovette aspettare fino al XIX secolo per una nuova ripresa economica e culturale. In particolare, con l'apertura della stazione ferroviaria, Lovanio divenne una città borghese.

### Dalla prima guerra mondiale in poi

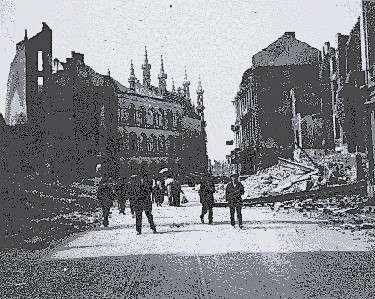
Lovanio nel 1915

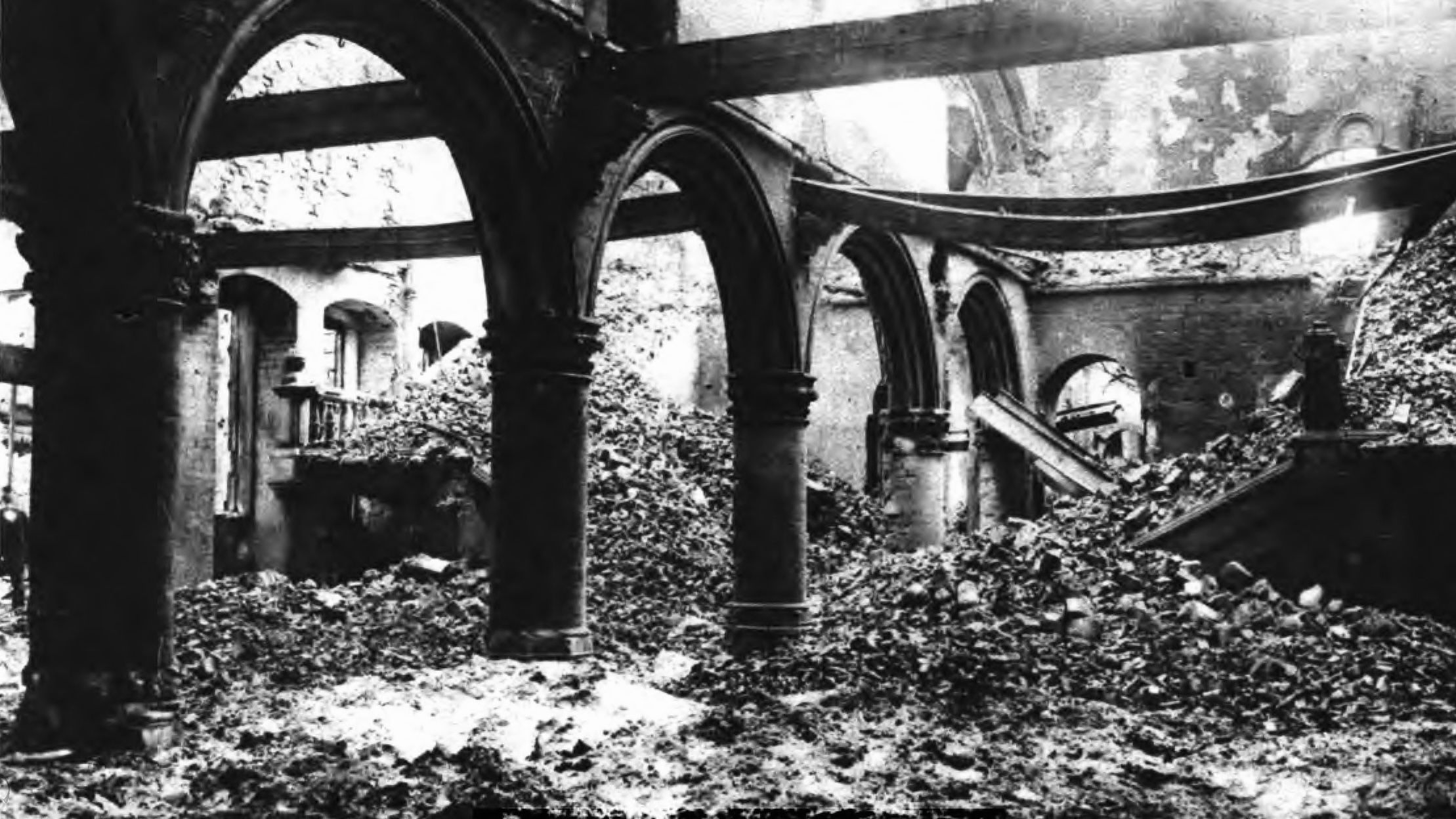
Distruzione della Biblioteca Universitaria, 1914

Nel XX secolo entrambe le guerre mondiali inflissero gravi danni alla città, distruggendo per ben due volte la biblioteca dell'università, che venne completamente ricostruita dopo la prima guerra mondiale grazie a donazioni dei fondi di beneficenza statunitensi e alle riparazioni di guerra tedesche. Dopo la seconda guerra mondiale l'edificio dovette essere nuovamente restaurato.
Nel 1968, a seguito delle violente dimostrazioni fiamminghe contro la proposta di assegnare alla città lo status di Bruxelles, i docenti francesi si separarono e fecero sì che l'università cattolica si dividesse in due diverse istituzioni, la Katholieke Universiteit Leuven, di lingua olandese (rimasta a Lovanio) e l'Université catholique de Louvain, di lingua francese (situata ad Ottignies-Louvain-la-Neuve) a pochi km a sud, nella regione vallone. Lovanio è rimasta una "città universitaria", contando circa 85 000 studenti per le due università cattoliche.
Lovanio è nota anche per il suo festival rock estivo, chiamato Marktrock.
Nel locale ospedale, la sera dell'8 maggio 1982, si spense Gilles Villeneuve dopo un tragico incidente avvenuto nel vicino circuito di Zolder, dove si svolgevano le prove del GP del Belgio di Formula 1.

## Monumenti e luoghi d'interesse

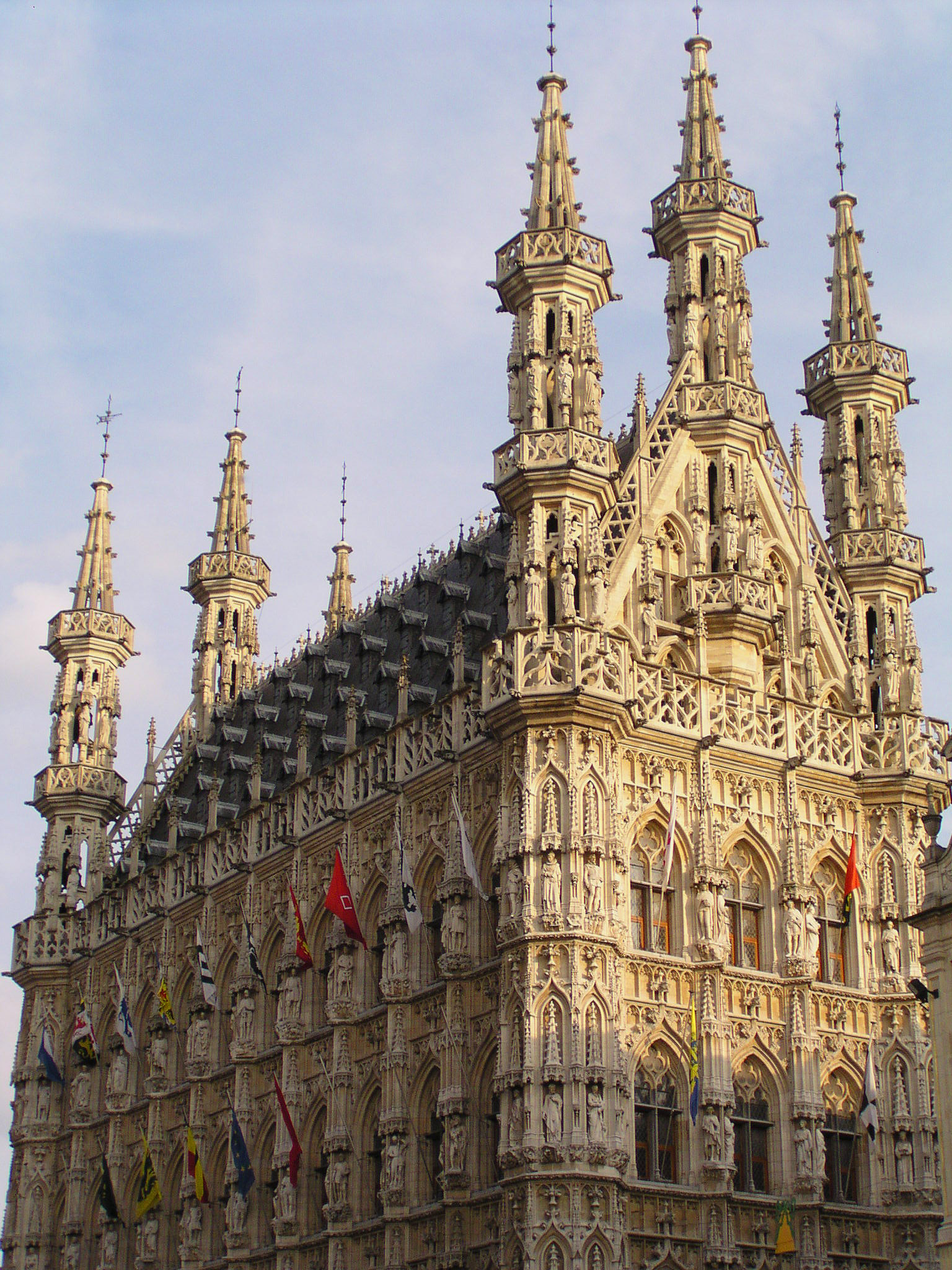
Il municipio.

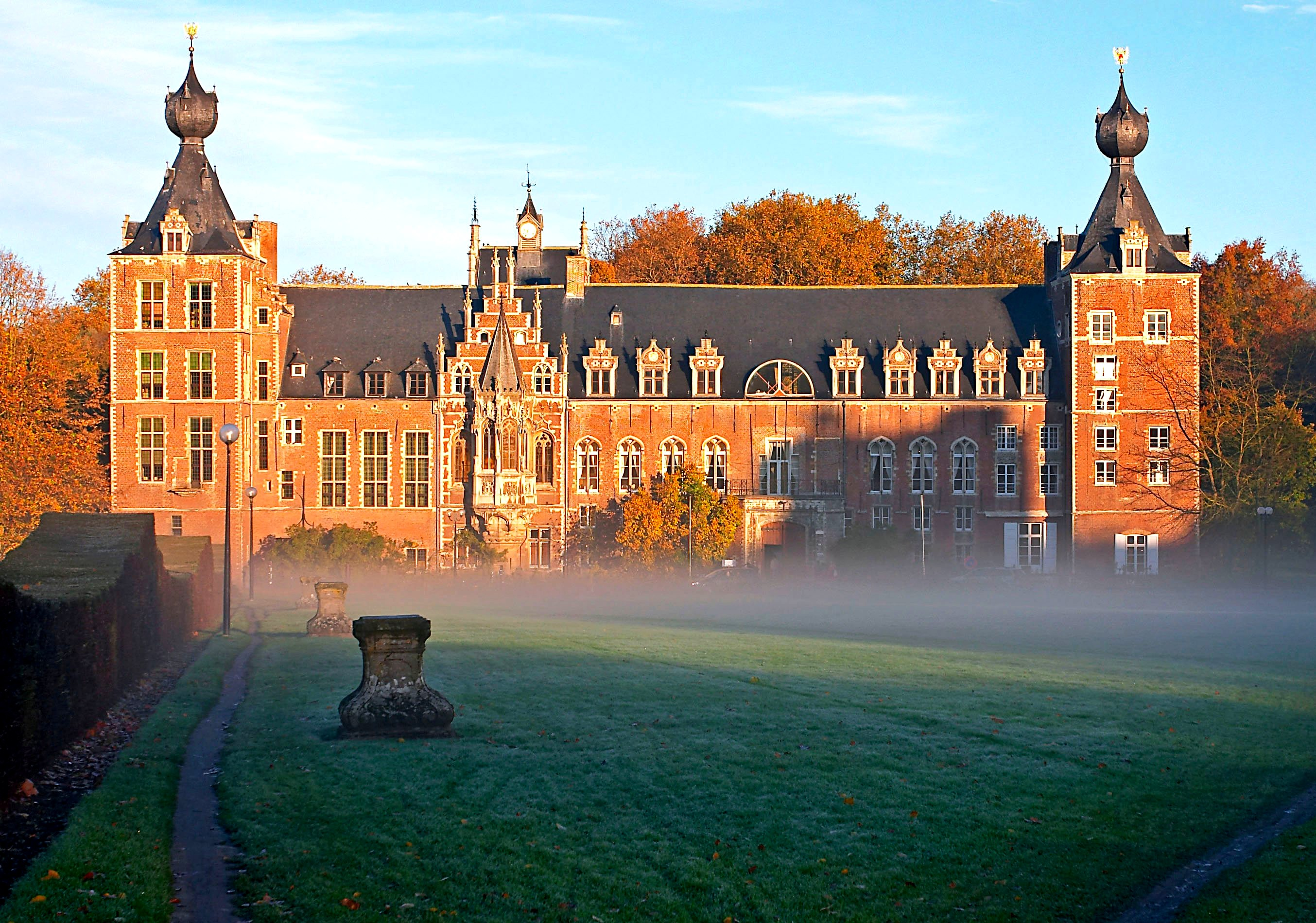
Il Castello di Arenberg.

- il Grote Markt è l'antica piazza del Mercato Grande, il luogo centrale della città. Chiusa dalle Case delle Corporazioni e dai più importanti monumenti cittadini è da sempre il centro del potere, economico e religioso di Lovanio e una delle più belle piazze delle Fiandre.
  - lo Stadhuis, il Municipio di Lovanio è il capolavoro assoluto dello stile gotico brabantino. Fu costruito da 1448 e 1559. L'architetto principale è Matthijs de Layens.
  - la Collegiata di San Pietro è la chiesa principale della città. Venne eretta a partire dal 1425 dai più grandi architetti fiamminghi che la resero un capolavoro del gotico brabantino: Jan II Keldermans e Matthijs de Layens. All'interno custodisce notevoli opere d'arte, fra cui i capolavori di Dirk Bouts, il grande "tragico" della pittura fiamminga, del Trittico di sant'Erasmo del 1465 e del Trittico della cena del 1464-68, ritenuto l'opera magistrale del maestro.
  - la Tavola Rotonda, monumentale edificio gotico eretto su progetto di de Layens nel 1480-87, demolito nel 1817 e ricostruito fedele all'originale nel 1926-37.
- Il Groot Begijnhof, il Beghinaggio Grande. Sorta di piccola città chiusa entro mura perimetrali che sorge in una vasta area a sud della città. È costituita da un pittoresco complesso di antiche case del XV-XVIII secolo attraversato da un ramo del fiume Dyle. Al centro sorge l'imponente chiesa gotico-brabantina del 1305.
- Sint-Michielskerk. La chiesa di San Michele è una grande costruzione gesuitica che costituisce uno dei massimi esempi di architettura barocca in Belgio. Venne eretta dal gesuita Willelm Hesius fra il 1650 e il 1671 e presenta un'altissima facciata a ordini classici, completata da frontone e trofei, e uno sfarzoso interno.
- Sint-Kwintenkerk. La chiesa di San Quintino è un altro grande edificio gotico brabantino della città. Sorge sulla via per Namur, la Naamsestraat, dove si affacciano anche i prestigiosi collegi universitari. Venne iniziata nel XIII secolo e ultimata nel XV da Matthijs de Layens.
- Biblioteca universitaria. È un grandioso edificio in stile rinascimentale fiammingo dalle ricche decorazioni e dorature e sormontato da un'altissima torre con carillon. Venne eretta tra il 1921 ed il 1928 con sussidi americani dall'architetto statunitense Whitney Warren, a ricostruzione della precedente distrutta dai soldati tedeschi durante la prima guerra mondiale. L'edificio espone molteplici richiami agli Stati Uniti come ad esempio il riferimento al 48, ossia il numero di stati facenti parte degli USA al momento della costruzione. Gli orologi montati sulla torre del carillon hanno delle stelle al posto dei numeri delle ore, dodici stelle per orologio, quattro orologi, uno per facciata, per un totale di 48 stelle pari a quelle della bandiera americana dell'epoca.
- Kasteel van Arenberg. Il Castello di Arenberg è un grande complesso gotico-rinascimentale fiammingo eretto nella prima metà del XVI secolo dal duca Guglielmo di Croÿ. Divenuto proprietà della storica famiglia di Arenberg, è sede del campus della facoltà d'ingegneria dell'Università Cattolica di Lovanio.
- M - Museum Leuven (già Museum Vander Kelen-Mertens), in Leopold Vanderkelenstraat, al numero 28. Museo ricavato da un antico collegio, ristrutturato dall'architetto Stéphane Beel. Possiede una collezione di più di 52.000 opere, che vanno dal Medioevo all'arte contemporanea[5].

## Cultura

### Istruzione
La città di Lovanio è stata la sede di quattro prestigiose istituzioni universitarie. La prima venne fondata nel 1425 come Studium Generale Lovaniense o Universitas studiorum Lovaniensis dal principe francese Giovanni di Borgogna, più conosciuto come il duca Giovanni IV di Brabante, con il consenso di papa Martino V. Questa fu la prima Università fondata in Belgio e ben presto divenne una delle più rinomate d'Europa. Venne ufficialmente soppressa nel 1797.
Nel 1517 apparve il Collegium Trilingue, un istituto universitario umanistico indipendente dall'Università vera e propria. Nel 1817 viene fondata l'Università di Stato di Lovanio, poi ufficialmente soppressa nel 1835. Dal 1835 l'Università Cattolica di Malines si stabilì in città riprendendo il nome di Università Cattolica di Lovanio (di essa fu rettore il teologo Molanus). Questa Università, dove inizialmente il corpo docente era pressoché costituito unicamente da ecclesiastici, è posta sotto la diretta direzione dei vescovi belgi.
Nel 1968, in seguito a un conflitto fra fiamminghi e valloni, l'Università venne scissa in due ali: quella fiamminga della Katholieke Universiteit Leuven (o KUL), restata in città; e quella francofona dell'Université catholique de Louvain che si installò a Louvain-la-Neuve, città che venne creata appositamente per l'occasione, nel Brabante Vallone, nei pressi di Wavre. L'Università Cattolica di Lovanio, con la sua storia di vicissitudini dal 1425 in poi, è la maggiore e più antica università dei Paesi Bassi e la più antica Università Cattolica ancora esistente.

## Economia
Data la presenza della Katholieke Universiteit Leuven (KU Leuven), secondo la Reuters l'università più innovativa d'Europa, gran parte dell'economia locale è concentrata sulle ricadute della ricerca accademica. Inoltre a Lovanio si trova la sede della IMEC, centro di ricerca nel campo della nanoelettronica e delle tecnologie digitali. Di conseguenza, decine di aziende in settori ad alta tecnologia come biotecnologia, robotica, produzione additiva e Information Technology, si trovano vicino a questi istituti di ricerca nell'Arenberg Science Park e nel Haasrode Science Park.
A Lovanio hanno la sede molte filiali di aziende internazionali come Siemens, Huawei, Nitto Denko, JSR Corporation o CommScope.
Anche il Policlinico Universitaire Ziekenhuizen KU Leuven (UZ Leuven), il più grande policlinico universitario del Belgio, è un importante centro di ricerca.

### Birrifici
Lovanio è la sede storica, dalla presenza secolare, del birrificio Artois, che prese questo nome nel 1717 e iniziò a produrre la Stella Artois nel 1926. Con la fusione con il birrificio Brouwerij Piedbœuf (birra Jupiler) e le successive acquisizioni si formò il gruppo multinazionale Interbrew, successivamente divenuto Anheuser-Busch InBev, con sede centrale nella stessa città. Si tratta del più grande produttore di birra del mondo, e in assoluto una delle cinque maggiori case produttrici del mondo di beni di consumo.

## Amministrazione

### Gemellaggi
- 's-Hertogenbosch
- Cracovia[16]
- Lüdenscheid
- Rennes
- Ottignies-Louvain-la-Neuve

## Sport

### Calcio
La squadra principale della città è l'Oud-Heverlee Leuven.

## Società

### Evoluzione demografica
- Uomini: 43 989 (49,32%)
- Donne: 45 196 (50,68%)

## Galleria d'immagini

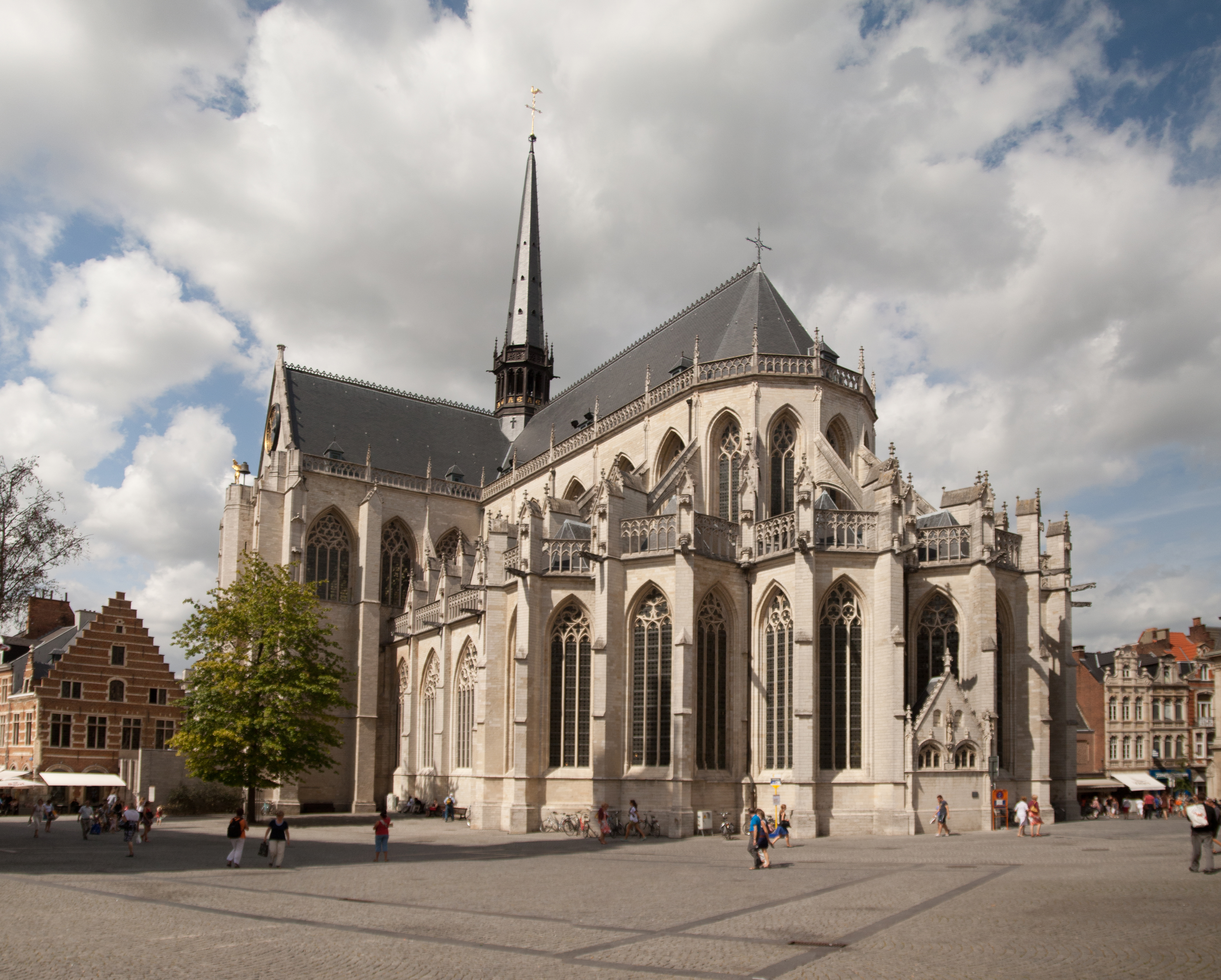
La collegiata di San Pietro
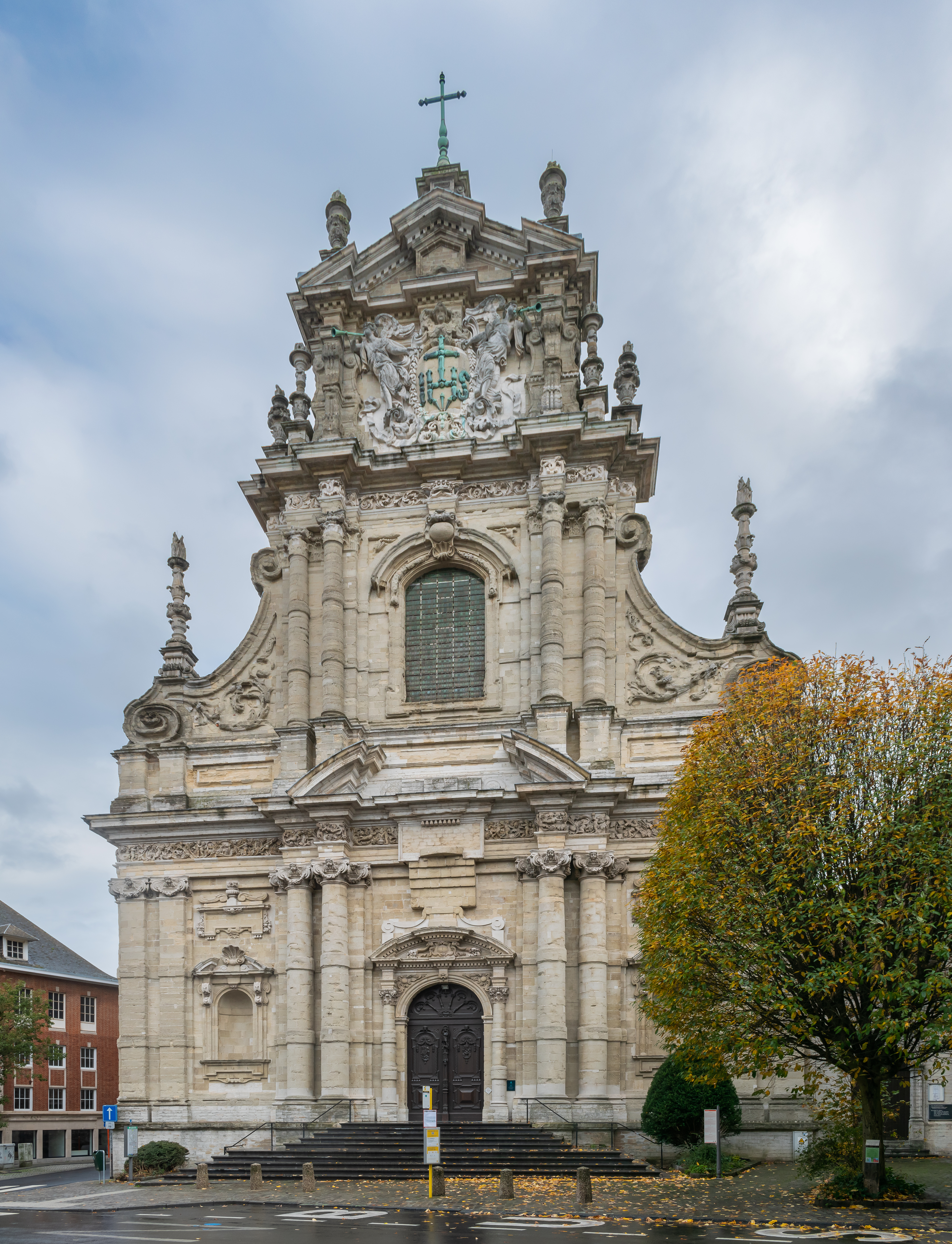
La barocca chiesa di San Michele
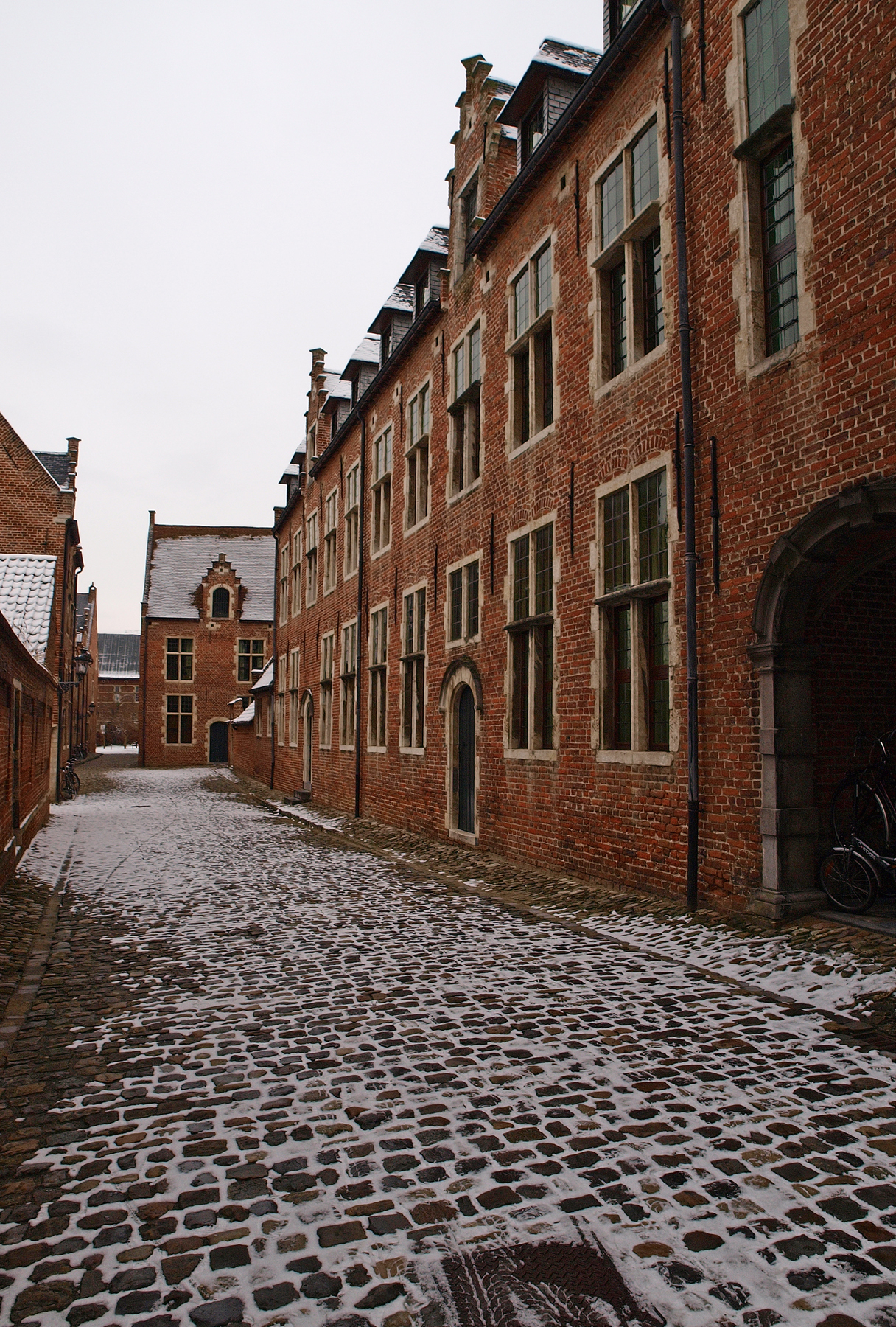
Il Beghinaggio Grande
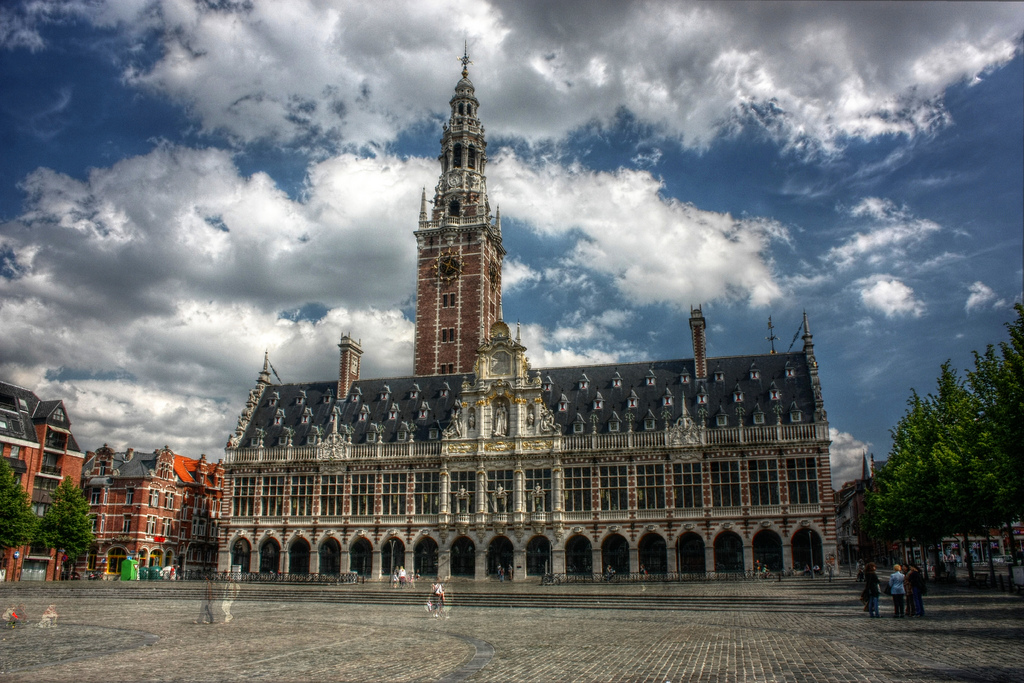
La Biblioteca dell'Università Cattolica di Lovanio
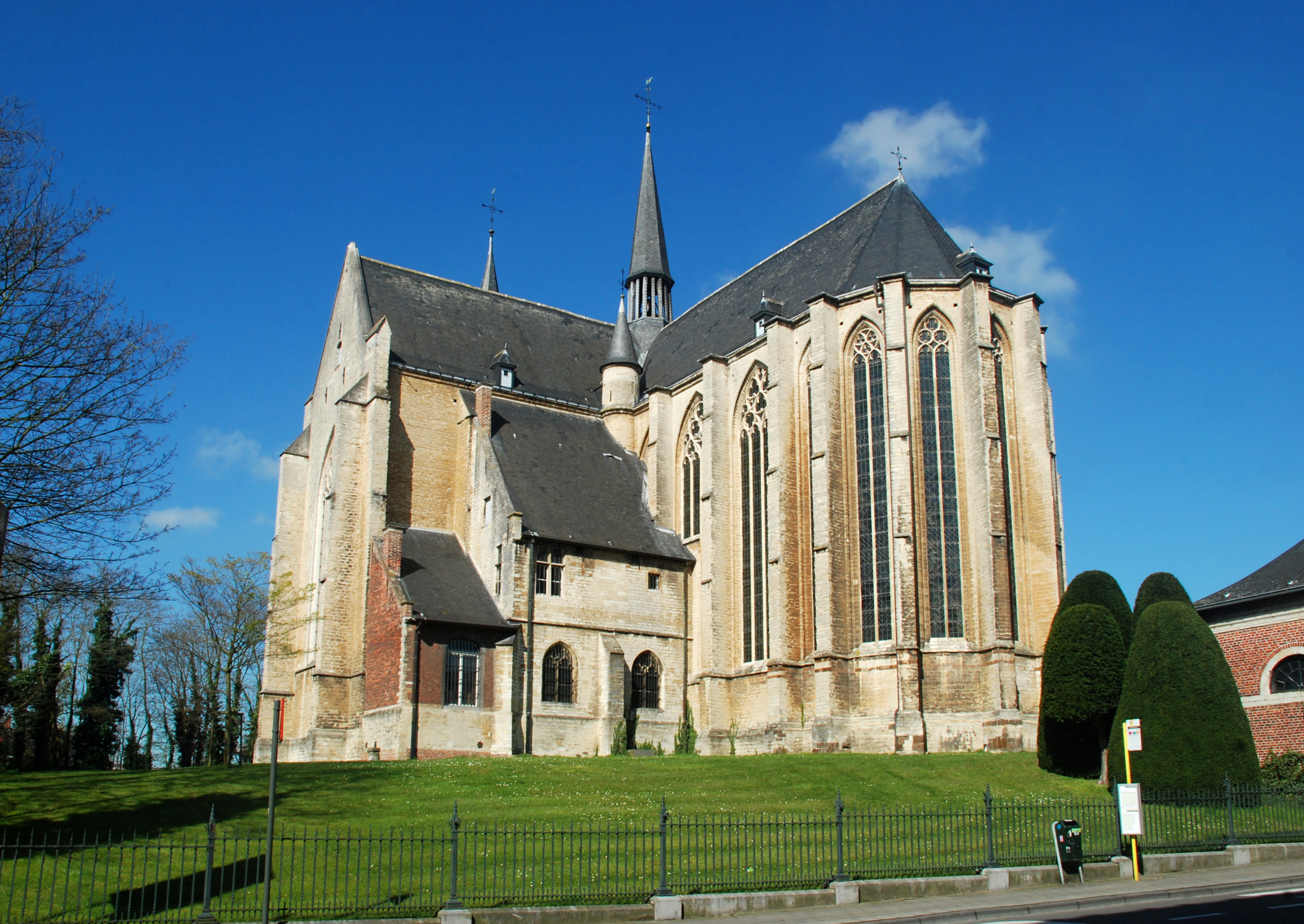
La chiesa gotico brabantina di San Quintino
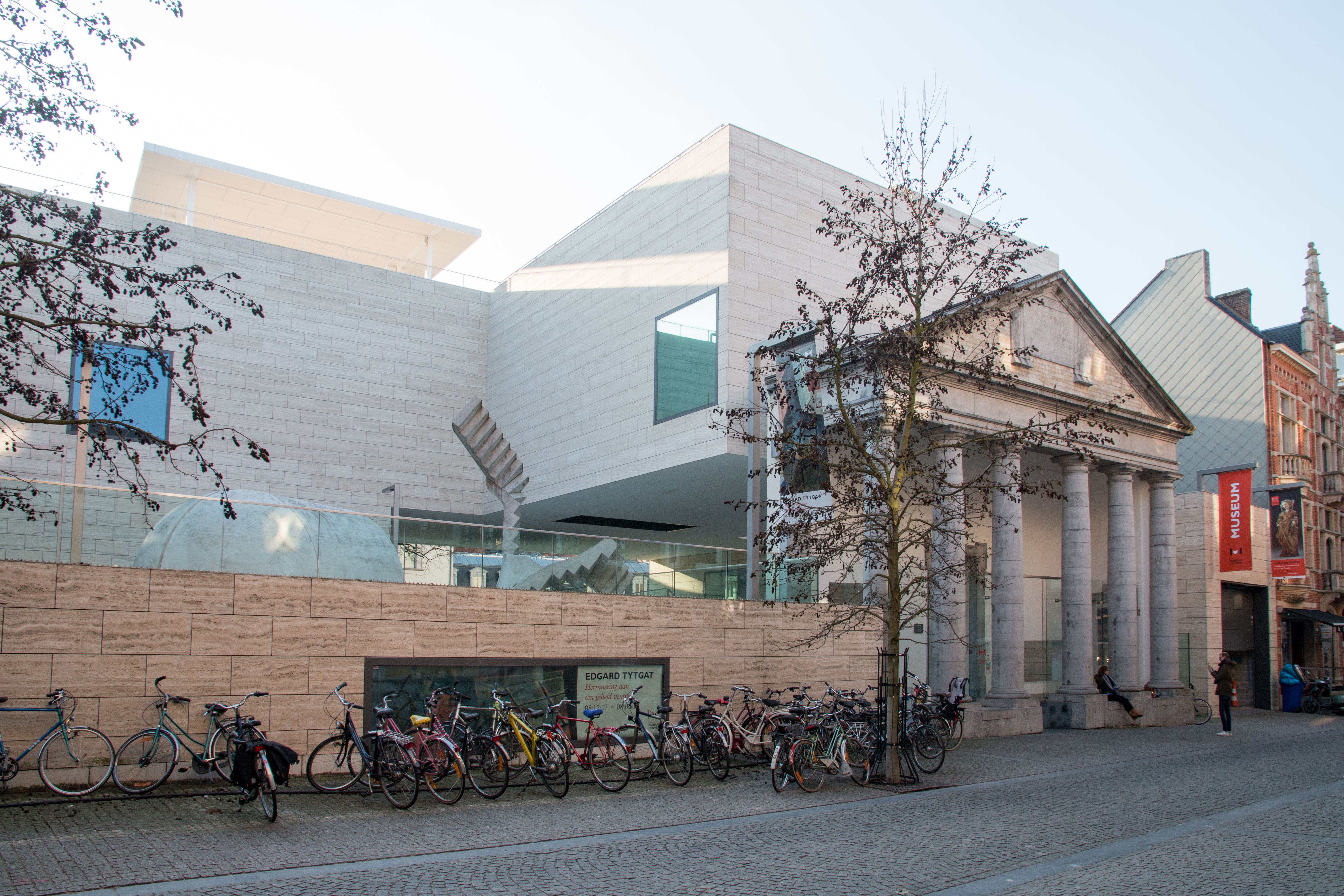
Il museo M – Museum Leuven